# Gina Torres
Gina Torres (New York, 25 aprile 1969) è un'attrice statunitense.
Ha recitato nei film Matrix Reloaded e Matrix Revolutions, ma è conosciuta principalmente per diverse serie televisive, dove ha ricoperto il ruolo di: Helen Carter in Cleopatra 2525, Zoe Washburn in Firefly (ripreso anche nel film per il grande schermo Serenity), Jessica Pearson in Suits (ripreso anche nel breve spin-off Pearson) e Tommy Vega in 9-1-1: Lone Star.
Inoltre, si ricordano alcune sue apparizioni con ruoli ricorrenti in altre serie televisive tra cui Hercules, Alias, Angel, 24, Revenge, Hannibal e Westworld - Dove tutto è concesso.
Il suo lavoro le è valso varie nomine ad alcuni premi televisivi, come ALMA Award, Satellite Award e Saturn Award.

## Biografia
Gina Torres nasce al Flower Fifth Avenue Hospital di Manhattan, la più giovane di tre fratelli. La sua famiglia ha vissuto per breve tempo a Washington Heights, prima di trasferirsi nel Bronx. I suoi genitori erano entrambi di origini cubane e portoricane e suo padre lavorava come tipografo per El Diario La Prensa e il New York Daily News. Ha studiato canto già in giovane età, frequentando la Fiorello H. LaGuardia High School of Music & Art and Performing Arts di New York City. Finiti gli studi inviò domande a vari college ed era anche stata accettata da alcuni, ma non poteva permettersi di pagare l'iscrizione. Decise quindi che l'università non faceva per lei e scelse di perseguire il suo sogno di diventare un'attrice.
È un mezzosoprano, ed infatti ha iniziato la sua carriera artistica come cantante, partecipando ad opere teatrali e frequentando un coro gospel.

### Carriera
La carriera della Torres inizia nel 1992, anno in cui appare in un episodio della serie televisiva Unnatural Pursuits. Partecipa in ruoli minori a serie televisive e film fino al 1995 quando ottiene il ruolo ricorrente di Nell nella soap opera Una vita da vivere. Tra il 1997 ed il 1999 partecipa a nove episodi di Hercules nel ruolo di Nebula.
Nel 2000 ottiene il suo primo ruolo principale, quello di Helen Carter nella serie televisiva di breve durata Cleopatra 2525. Proprio grazie a questo ruolo nel 2001 ha vinto un ALMA Award nella categoria Outstanding Lead Actress in a Syndicated Drama Series. La serie è stata cancellata nel 2001.
Tra il 2001 ed il 2006 ha recitato nel ruolo di Anna Espinosa nella serie televisiva di successo Alias, accanto a Jennifer Garner e Ron Rifkin.
Nel 2002 ottiene uno dei ruoli per cui è maggiormente ricordata, ossia quello di Zoë Washburne della serie televisiva della Fox Firefly. La serie è stata cancellata nel 2003, dopo solo una stagione di messa in onda. Tuttavia la Torres tornerà ad interpretare questo personaggio nel 2005, anno dell'uscita del film Serenity che rappresenta la fine della storia.
Nel 2003 entra a far parte del cast della serie televisiva Angel nel ruolo di Jasmine, una dei nemici della quarta stagione. Grazie alla sua interpretazione in questa serie televisiva, nel 2004 ha ricevuto una candidatura ai Satellite Award nella categoria Miglior performance di un'attrice non protagonista in una serie TV drammatica.
Sempre nel 2003 partecipa agli ultimi due film della trilogia di Matrix Matrix Reloaded e Matrix Revolutions, nel ruolo di Cas.
Nel 2004 partecipa a sette episodi della terza stagione di 24 nel ruolo di Julia Milliken, la donna che ha una relazione con il Capo di gabinetto della Casa Bianca e che viene perciò coinvolta in uno scandalo presidenziale.
Nel 2006 entra a far parte del cast principale della serie televisiva di breve durata Standoff, dove interpreta l'agente speciale di vigilanza Cheryl Carrera.
Nel 2007 partecipa al film Manuale d'infedeltà per uomini sposati dove interpreta il ruolo di Brenda Cooper, la moglie del personaggio interpretato da Chris Rock.
Nel 2010 è entrata a far parte del cast principale della serie televisiva Huge - Amici extralarge nel ruolo della Dottoressa Dorothy Rand. La serie è stata cancellata dopo una sola stagione.
Nel 2011 entra a far parte del cast fisso della serie televisiva Suits, nel ruolo di Jessica Pearson.
Gina Torres ha avuto anche qualche esperienza come doppiatrice. Tra il 2004 ed il 2006 ha prestato la sua voce a Vixen nella serie animata Justice League Unlimited e nel 2005 ha invece doppiato il personaggio di Niobe (interpretato nei film da Jada Pinkett Smith), nel videogioco The Matrix Online.

## Vita privata
Ha conosciuto Laurence Fishburne nel corso delle riprese di Matrix Reloaded. Si sono fidanzati nel febbraio 2001 e sposati il 22 settembre 2002 al The Cloisters Museum di New York City.
Nel giugno 2007 è nata Delilah, la loro prima bambina.
Nel settembre 2016 la coppia ha annunciato la propria separazione, avvenuta il 16 ottobre. Laurence cita "differenze inconciliabili" e cerca la custodia congiunta e fisica della figlia di 10 anni della coppia, Delilah. 
Il 3 novembre 2017 viene ufficializzato il divorzio.

## Filmografia

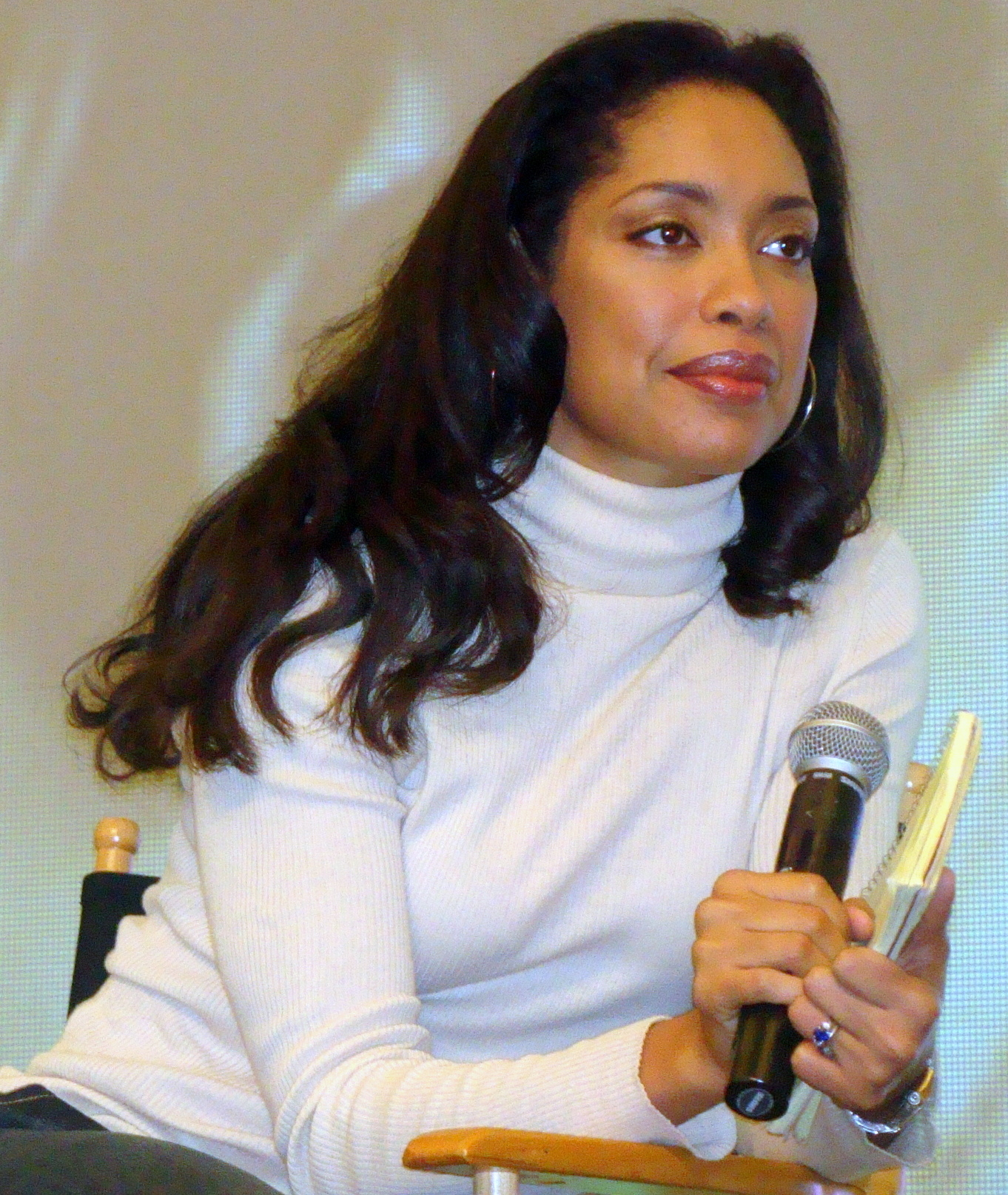
Gina Torres nel 2008

### Cinema
- Amare è... (Bed of Roses), regia di Michael Goldenberg (1996)
- Il colore del fuoco (The Substance of Fire), regia di Daniel J. Sullivan (1996)
- Matrix Reloaded (The Matrix Reloaded), regia di Lana e Lilly Wachowski (2003)
- Matrix Revolutions (The Matrix Revolutions), regia di Lana e Lilly Wachowski (2003)
- Hair Show, regia di Leslie Small (2004)
- Fair Game, regia di Michael Whaley (2005)
- Serenity, regia di Joss Whedon (2005)
- Jam, regia di Craig Serlin (2006)
- Five Fingers - Gioco mortale (Five Fingers), regia di Laurence Malkin (2006)
- Manuale d'infedeltà per uomini sposati (I Think I Love My Wife), regia di Chris Rock (2007)
- South of Pico, regia di Ernst Gossner (2007)
- Don't Let Me Drown, regia di Cruz Angeles (2009)
- Troubled Waters, regia di Danny Green (2020)
- The Perfect Find - Tutto è davvero possibile (The Perfect Find), regia di Numa Perrier (2023)

### Televisione
- Law & Order - I due volti della giustizia (Law & Order) – serie TV, episodi 3x01-5x21 (1992-1995)
- Unnatural Pursuits – serie TV, episodio 1x02 (1992)
- Mantide, regia di Eric Laneuville – film TV (1994)
- Una vita da vivere (One Life to Live) – soap opera, 17 puntate (1995-1996)
- NYPD - New York Police Department (NYPD Blue) – serie TV, episodio 3x01 (1995)
- Dark Angel, regia di Robert Iscove – film TV (1996)
- Profiler - Intuizioni mortali (Profiler) – serie TV, episodio 1x19 (1997)
- The Underworld, regia di Rod Holcomb – film TV (1997)
- The Gregory Hines Show – serie TV, episodio 1x03 (1997)
- Hercules (Hercules: The Legendary Journeys) – serie TV, 9 episodi (1997-1999)
- Xena - Principessa guerriera (Xena: Warrior Princess) – serie TV, episodio 3x08 (1997)
- Nikita (La Femme Nikita) – serie TV, episodio 2x09 (1998)
- Encore! Encore! – serie TV, episodio 1x01 (1998)
- Cleopatra 2525 – serie TV, 28 episodi (2000-2001)
- Da un giorno all'altro (Any Day Now) – serie TV, 7 episodi (2001-2002)
- Alias – serie TV, 6 episodi (2001-2006)
- Firefly – serie TV, 15 episodi (2002-2003)
- The Agency – serie TV, episodio 2x15 (2003)
- Angel – serie TV, 5 episodi (2003)
- The Law and Mr. Lee, regia di Kevin Rodney Sullivan – episodio pilota scartato (2003)
- The Guardian – serie TV, episodi 3x02-3x05 (2003)
- 24 – serie TV, 7 episodi (2004)
- CSI - Scena del crimine (CSI: Crime Scene Investigation) – serie TV, episodio 4x17 (2004)
- Gramercy Park, regia di Jeff Bleckner – episodio pilota scartato (2004)
- Soccer Moms, regia di Mark Piznarski – episodio pilota scartato (2005)
- The Shield – serie TV, episodi 5x08-5x10 (2006)
- Senza traccia (Without a Trace) – serie TV, episodio 4x20 (2006)
- Standoff – serie TV, 18 episodi (2006-2007)
- Dirty Sexy Money – serie TV, episodi 1x10-2x10 (2007-2009)
- Boston Legal – serie TV, episodio 4x19 (2008)
- Eli Stone – serie TV, episodi 2x02-2x12 (2008-2009)
- Bones – serie TV, episodio 4x10 (2008)
- Criminal Minds – serie TV, episodio 4x11 (2008)
- Pushing Daisies – serie TV, episodio 2x12 (2009)
- The Unit – serie TV, episodio 4x18 (2009)
- Applause for Miss E, regia di Michael Whaley – film TV (2009)
- Drop Dead Diva – serie TV, episodio 1x10 (2009)
- FlashForward – serie TV, episodi 1x03-1x05 (2009)
- Gossip Girl – serie TV, episodi 3x06-3x11 (2009)
- The Vampire Diaries – serie TV, episodio 1x11 (2010)
- Huge - Amici extralarge (Huge) – serie TV, 10 episodi (2010)
- Suits – serie TV, 94 episodi (2011-2018)
- Castle – serie TV, episodio 5x14 (2013)
- Hannibal – serie TV, 5 episodi (2013-2015)
- Revenge – serie TV, episodi 4x14-4x15-4x16 (2015)
- Con Man – serie web, episodio 1x08 (2015)
- Westworld - Dove tutto è concesso (Westworld) – serie TV, episodi 1x03-1x09-3x08 (2016, 2020)
- The Death of Eva Sofia Valdez, regia di Thor Freudenthal – episodio pilota scartato (2016)
- The Catch – serie TV, 10 episodi (2017)
- Claws – serie TV, episodio 1x04 (2017)
- Angie Tribeca – serie TV, episodio 4x07 (2018)
- Pearson – serie TV, 10 episodi (2019)
- Riverdale – serie TV, episodio 4x08 (2019)
- 9-1-1: Lone Star – serie TV, 60 episodi (2021-2025)
- 9-1-1 - serie TV, episodio 8x02 (2024)

### Doppiatrice
- Justice League Unlimited – serie animata, 5 episodi (2004-2006) – Vixen
- The Matrix Online – videogioco (2005)
- The Boondocks – serie animata, episodio 3x11 (2010)
- Justice League: La crisi dei due mondi (Justice League: Crisis on Two Earths), regia di Sam Liu e Lauren Montgomery (2010)
- Transformers: Prime – serie animata, 12 episodi (2010-2013)
- DC Universe Online – videogioco (2011) – Wonder Woman
- Destiny – videogioco (2014)
- Star Wars Rebels – serie animata, 4 episodi (2015-2018)
- Star Wars: Forces of Destiny – serie animata, 4 episodi (2017)
- Destiny 2 – videogioco (2017)
- Final Space – serie animata, 6 episodi (2018)
- LEGO DC Super-Villains – videogioco (2018)
- Immortals of Aveum – videogioco (2023)
- La leggenda di Vox Machina (The Legend of Vox Machina) - serie animata, 11 episodi (2022-2024)

## Doppiatrici italiane
Nelle versioni in italiano delle opere in cui ha recitato, Gina Torres è stata doppiata da:
- Alessandra Cassioli in Five Fingers - Gioco mortale, Manuale d'infedeltà per uomini sposati, Serenity, 24, FlashForward, Hannibal, Huge - Amici extralarge
- Giuppy Izzo in Matrix Reloaded, Matrix Revolutions, The Vampire Diaries, Suits
- Francesca Fiorentini in Hercules, Cleopatra 2525
- Laura Boccanera in Standoff, Castle
- Laura Romano in The Perfect Find - Tutto è davvero possibile
- Chiara Colizzi in Alias
- Cristiana Lionello in Firefly
- Claudia Catani in Angel
- Antonella Giannini in The Shield
- Beatrice Margiotti in Gossip Girl
- Roberta Pellini in The Catch
- Emanuela Rossi in 9-1-1: Lone Star
- Sabrina Duranti in 9-1-1: Lone Star (solo ep. 3x01-3x02)

Da doppiatrice è sostituita da:
- Tatiana Dessi in Star Wars Rebels, Star Wars: Forces of Destiny
- Alessandra Cassioli in The Boondocks
- Simona Biasetti in Destiny 2
- Patrizia Scianca in Immortals of Aveum